# Carlo De Bernardi
Carlo De Bernardi (Busto Arsizio, 9 dicembre 1952 – Casalpusterlengo, 11 settembre 2009) è stato un allenatore di calcio e calciatore italiano, di ruolo ala destra.
In carriera, oltre alle 4 presenze in Serie A, ha totalizzato 99 presenze e 32 reti in Serie B, con una media realizzativa piuttosto rilevante soprattutto in considerazione che De Bernardi non era una punta centrale ma un'ala, e anche alla luce delle scarse realizzazioni nei campionati cadetti tra gli anni 1970 e 1980.
È morto nel 2009, all'età di 56 anni, a causa di una grave malattia di cui soffriva da tempo.

## Carriera

### Giocatore
Cresciuto nella Borsanese e poi nella Gallaratese, a 17 anni passa al Mantova, in Serie B, con il quale non scende mai in campo. Nel 1970 viene ceduto in Serie C, al Piacenza, dove disputa due stagioni povere di gol, nel ruolo non suo di centravanti.
Nel novembre del 1972 viene ceduto in Serie D, al Treviso, con cui gioca cinque campionati consecutivi ottenendo la promozione in Serie C nel 1975. Due anni dopo passa all'Udinese, con cui sale dall Serie C1 alla Serie A, contribuendo all'impresa con 13 reti nella prima stagione in C e 11 nella seconda in B, giocando nel ruolo di ala destra e conquistando la Coppa Anglo-Italiana e la Coppa Italia di Serie C nel 1978.
Debutta in Serie A il 16 settembre 1979, nel pareggio per 1-1 sul campo della Fiorentina. La sua avventura nella massima serie dura solo fino a ottobre, quando viene ceduto in Serie B al Cesena dopo 4 presenze senza reti. In Romagna va a segno 11 volte nel campionato di Serie B 1979-1980.
Passa quindi all'Atalanta, ma le 9 reti realizzate nella stagione 1980-1981 non evitano la prima retrocessione in Serie C1 dei bergamaschi. Nell'annata successiva contribuisce con 8 reti all'immediato ritorno dei nerazzurri in B.
Chiude la carriera professionistica a 32 anni, militando per due stagioni nel Modena in serie C1, ma prosegue l'attività tra i dilettanti, con la Castanese in Interregionale e di nuovo alla Borsanese, quest'ultima nel doppio ruolo di allenatore e giocatore.

### Allenatore
Allena soprattutto squadre dilettantistiche di Busto Arsizio e dintorni: dopo l'esordio nella Borsanese, siede sulla panchina del Bienate Magnago e di nuovo con la Borsanese, con cui vince il campionato di Terza Categoria nel 2001-2002. Cessa l'attività di allenatore nel 2006.

## Riconoscimenti
Il 5 settembre 2010 gli è stato intitolato il campo sportivo di Borsano, quartiere di Busto Arsizio e sede della Borsanese, alla quale ha legato gli esordi e la conclusione della carriera.

## Palmarès

### Giocatore

#### Club

##### Competizioni nazionali
- Campionato italiano Serie D: 1

Treviso: 1974-1975 (girone C)
- Campionato italiano Serie C: 1

Udinese: 1977-1978 (girone A)
- Coppa Italia Semiprofessionisti: 1

Udinese: 1977-1978
- Campionato italiano di Serie B: 1

Udinese: 1978-1979
- Campionato italiano Serie C1: 1

Atalanta: 1981-1982 (girone A)

##### Competizioni internazionali
- Coppa Anglo-Italiana: 1

Udinese: 1978